# Menegroth
Ve fiktivním světě J. R. R. Tolkiena byl Menegroth (v sindarštině „Tisíc jeskyní“) pevností a podzemním sídlem krále Sindar(Šedých elfů) Thingola a královny Melian v lesní říši Doriath.

## Popis
Pevnost byla vybudována v jeskynním komplexu uprostřed říše, 450 mil vzdušnou čarou od nepřítelova sídla Angbandu. Šlo do ní vejít pouze po kamenném mostě vedoucím přes řeku Esgalduinu, která ji obtékala. Uvnitř bylo mnoho síní a komnat s podlahou z barevných kamenů, fontány ze stříbra a mramoru se stěnami, které měly vesměs na stěnách vyryté přírodní motivy a líčení činů Valar. Také zde bylo uchováváno velké množství zlata, šperků a jiných cenných věcí, ale především to byla jedna z největších zbrojnic Středozemě.

## Historie
Město založil několik let před prvním východem Slunce mocný elfský král Thingol, protože se obával růstu Morgothovi moci. V té době se totiž elfové většinou osamoceně potulovali a byli by tak snadným terčem pro tlupy skřetů. Proto s pomocí trpaslíků z Modrých hor vystavěl zmiňovanou pevnost; ti mu později vyrobili velkou zásobu kvalitních zbraní. Za svou práci trpaslíci dostali bohatou odměnu, např. velké mořské perly, které nikdy předtím neviděli. O několik let později byl Menegroth napaden skřetí armádou, která se dostala až k branám, byla však odražena díky pomoci Laiquendi, elfského národa, který přišel napomoc svým příbuzným. Oni sami však byli zdecimováni skřety a spousta se jich přestěhovala do Menegrothu. Následovala dlouhá léta míru a prosperity, všechno se ale změnilo roku 502 Prvního věku když dal Thingol předělat trpaslíkům Nauglamír, velmi cenný náhrdelník obsahující Silmarily. Jenže, když byla práce hotova, trpaslíci nechtěli šperk vydat. Na to je král urazil, odmítl jim zaplatit a chtěl je vyhnat, ale trpaslíci ho zabili a utekli. Následoval vojenský nájezd trpaslíků, při němž bylo celé království vypleněno. Ale po cestě domů byli přepadeni a pobiti a silmaril byl vrácen Lúthien, dceři Thingola. Po její smrti se silmaril dostal k jejímu synovi, Diorovi. Ten se snažil obnovit království, ale byl brzy napaden Fëanorovými syny, kteří si na klenoty dělali nárok a zabili Diora, ale klenot nezískali. Království Doriath potom už nikdy nebylo obnoveno a uprchly z něj poslední zbytky elfů.